# Beat Venues
Beat Venues (be•at venues) is een Belgisch bedrijf dat de exploitatie van verschillende arena's en theaters in handen heeft. Het bedrijf is gevestigd in Antwerpen en organiseert honderden evenementen per jaar in Vlaanderen en Brussel, en is onderdeel van Live Nation.

## Geschiedenis

### 1997-2012: Oprichting nv Antwerps Sportpaleis en uitbreiding site
Nadat het Sportpaleis failliet ging in 1996, klopten de curatoren aan bij de organisatie van Night of the Proms om het Sportpaleis 1 jaar te beheren. In 1997 werd het Sportpaleis gekocht door het Antwerps Provinciebestuur en privépartner Antwerp Sportpaleis Beheer. De Provincie werd eigenaar, maar voor de exploitatie werd nv Antwerps Sportpaleis opgericht in samenwerking met PSE-Belgium (de organisatie achter Night of the Proms), Ahoy Rotterdam, On The Rox (de organisatie van Herman Schueremans, dat later opging in Clear Channel Entertainment) & MOJO Concerts.
Sinds de overname, werd oa. het gebouw gerenoveerd, uitgebreid met een nieuwe voorbouw en de bouw van een hospitality center. De laatste stap van deze uitbreiding was de opening van de Lotto Arena, op 10 maart 2007.

### 2012-2019: Oprichting Sportpaleis Group en overnames
De Sportpaleis Group ontstond nadat nv Antwerps sportpaleis in januari 2012 de exploitatie van de Grenslandhallen met de Ethias Arena in Hasselt overnam.
In 2013 volgde uitbreiding door overname van de dagelijkse leiding van Vorst Nationaal, dat wel eigendom bleef van Music Hall Group.
Een jaar later volgde de overname van de Capitole en de Stadsschouwburg Antwerpen. Hierdoor werd de Sportpaleis Group een van de marktleiders in België op het vlak van arena-exploitatie.

Anno 2018 wordt de organisatie geleid door Jan Van Esbroeck en Jan Vereecke, ook de organisatoren van Night of the Proms.

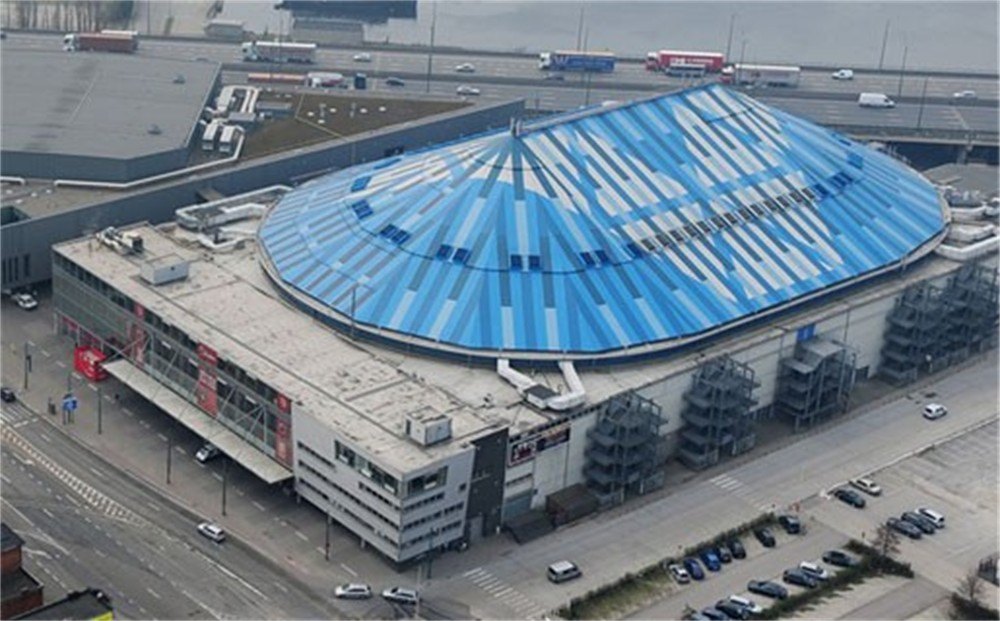
Sportpaleis, Antwerpen
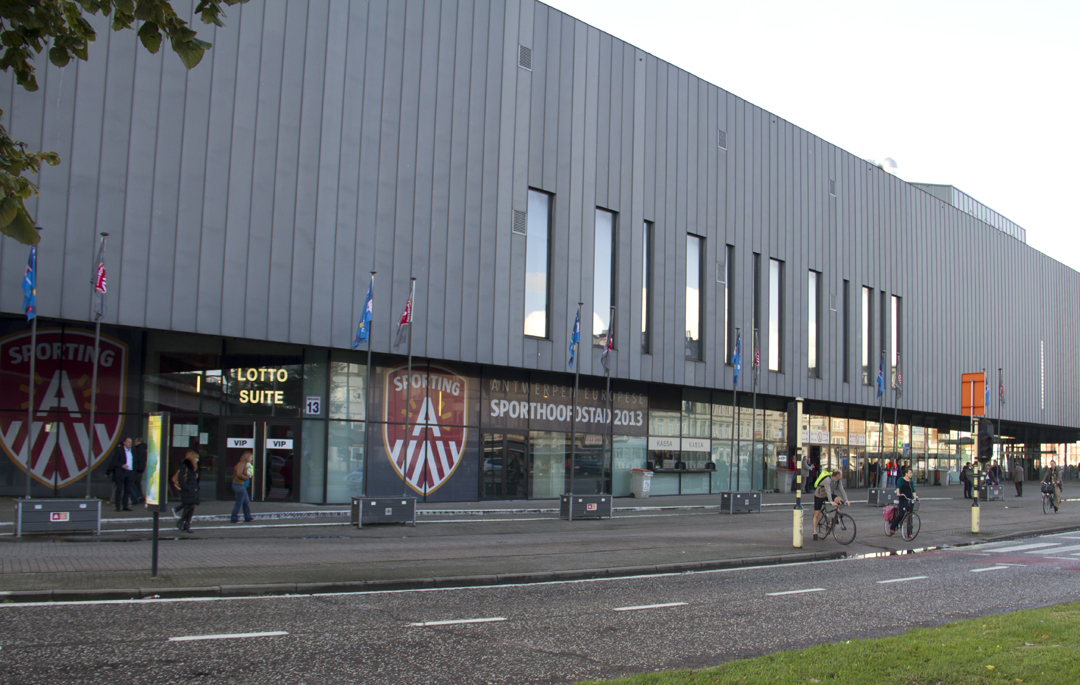
Lotto Arena, Antwerpen
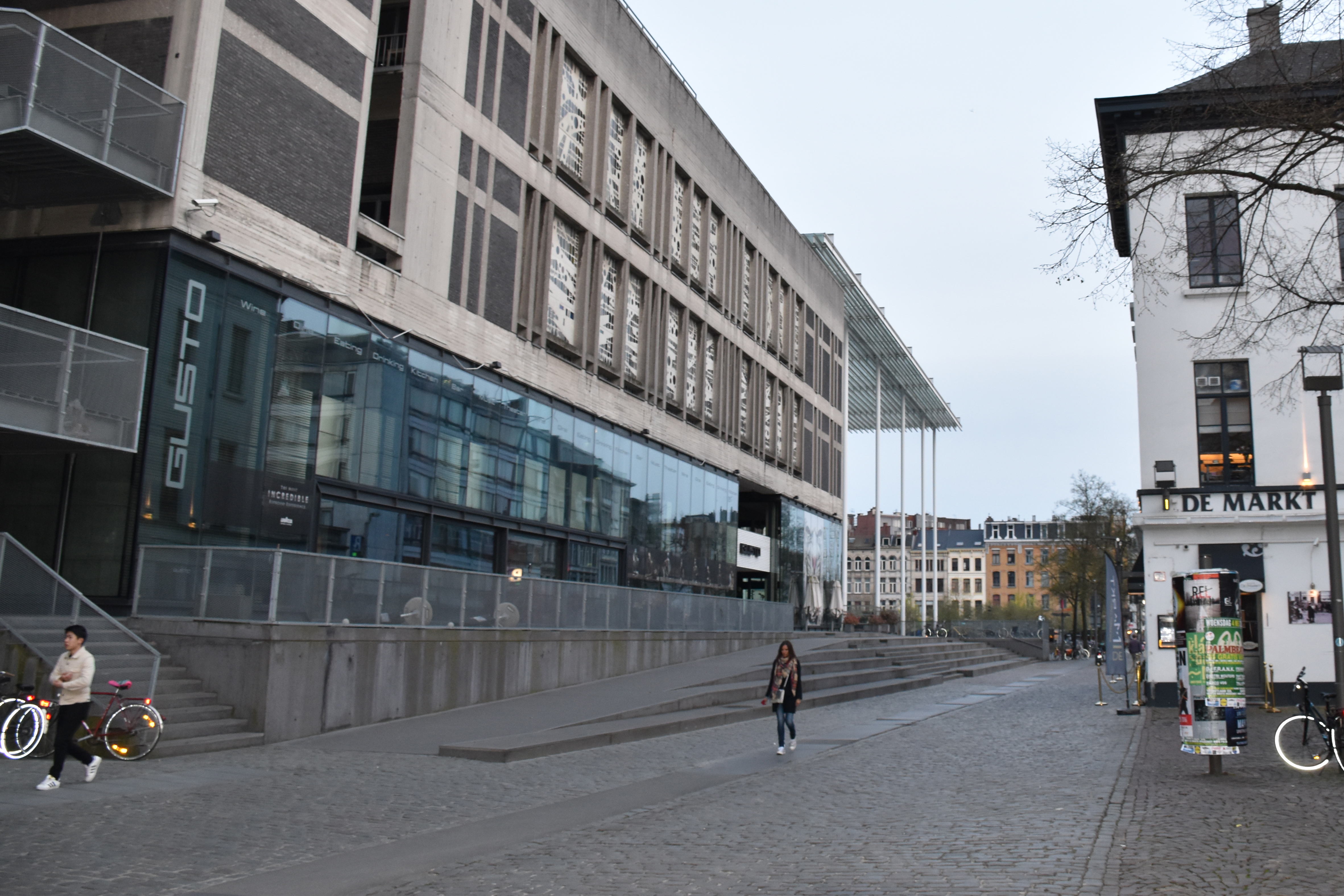
Stadsschouwburg Antwerpen
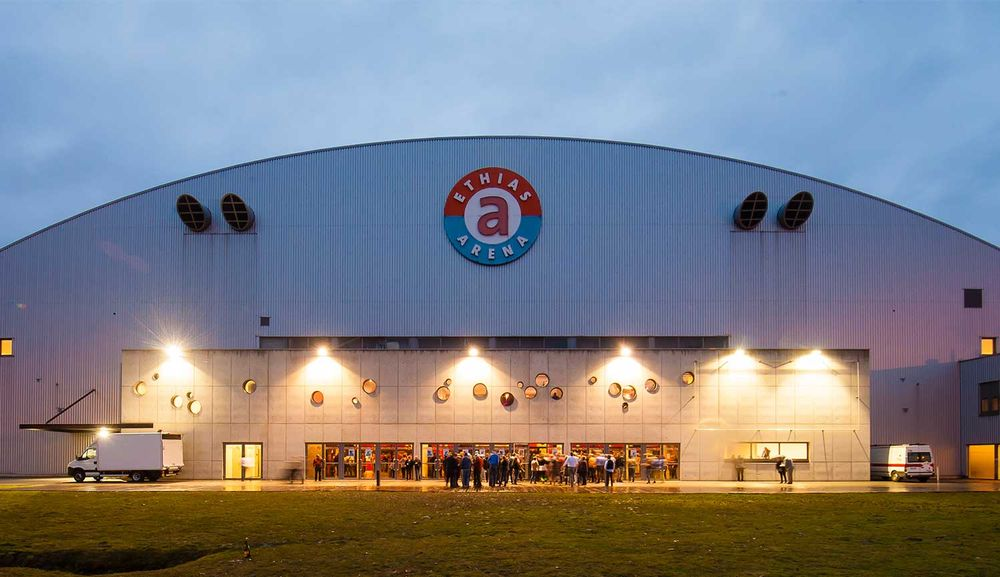
Ethias Arena (nu Trixxo Arena), Hasselt
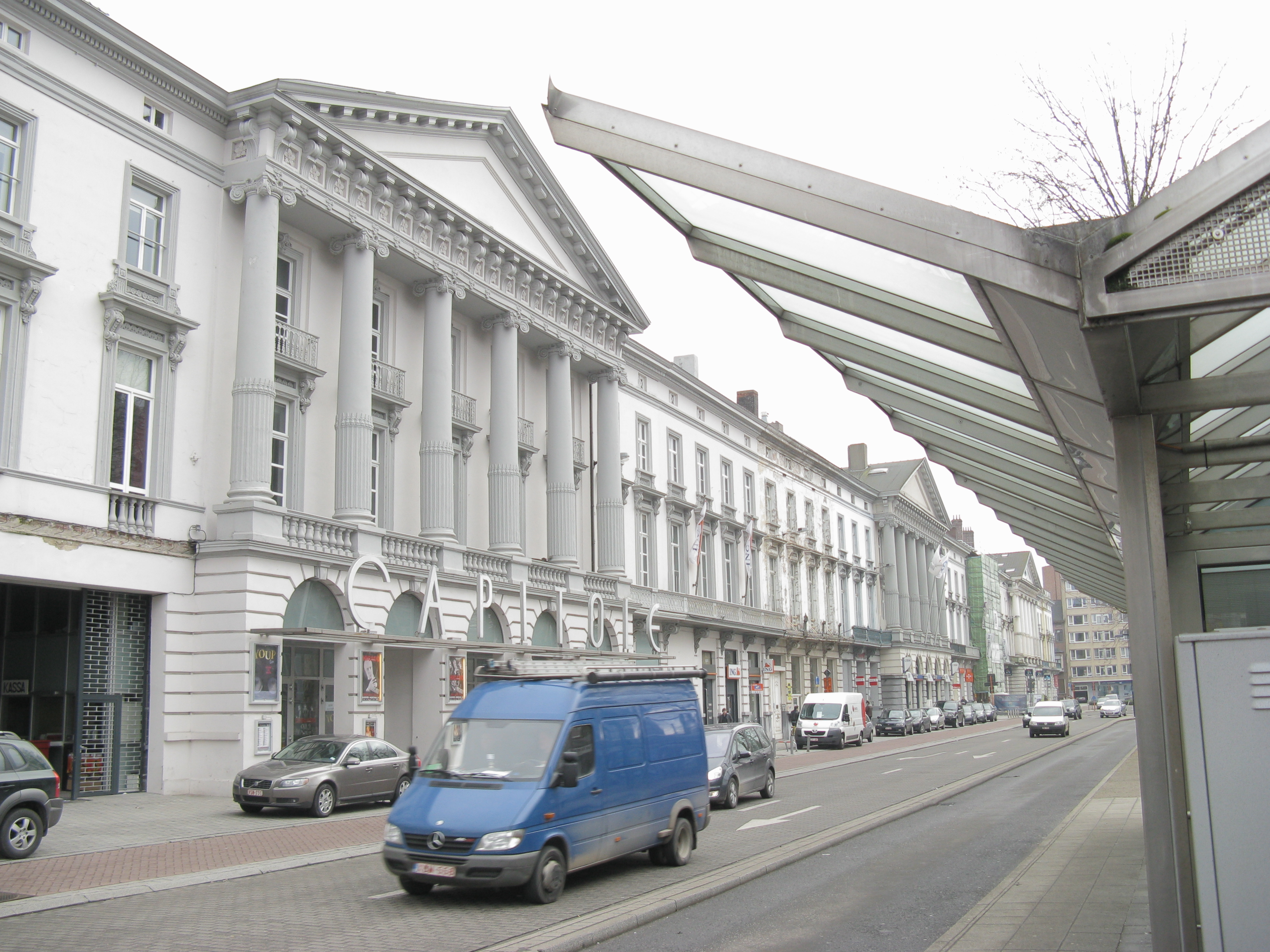
Capitole, Gent
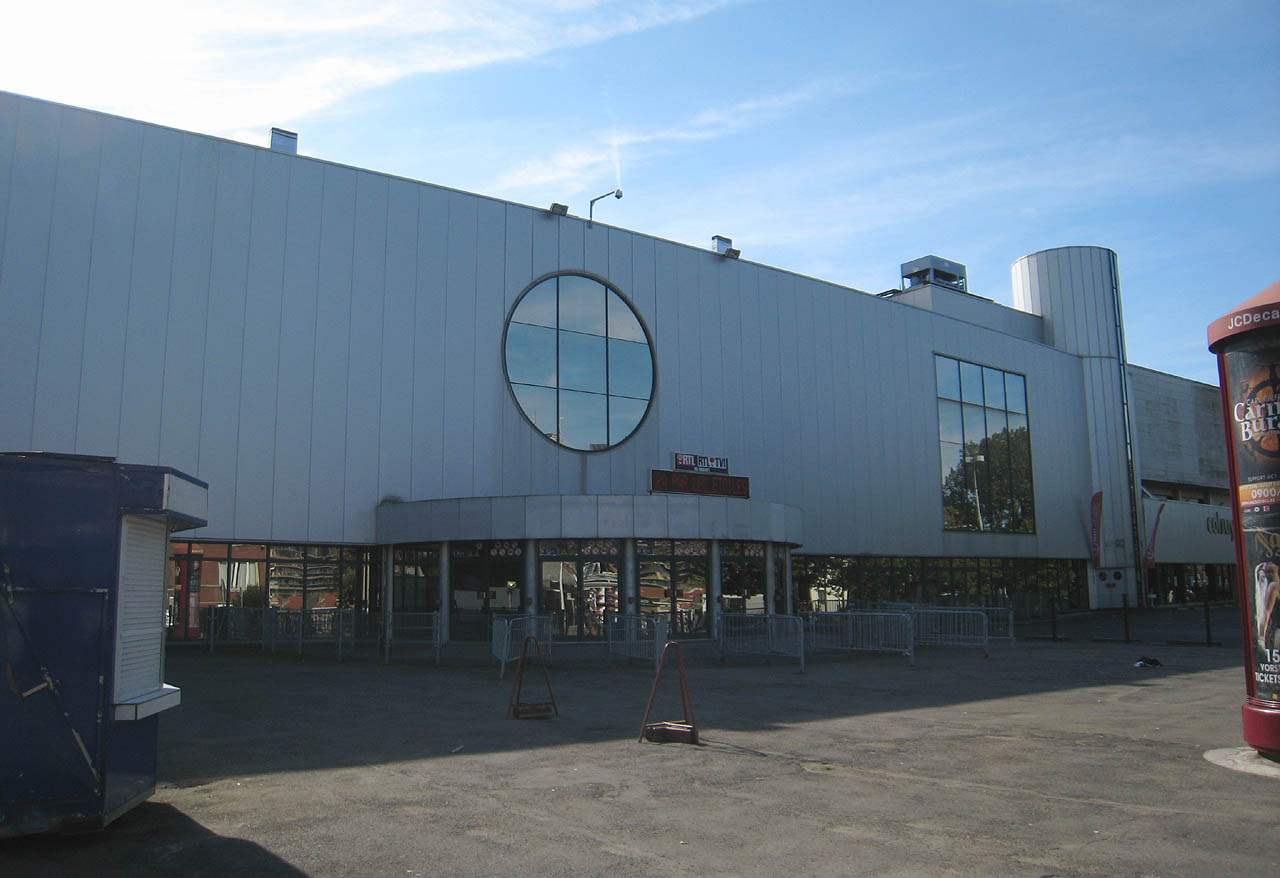
Vorst Nationaal, Brussel

### 2019-nu: overname door Live Nation, en rebranding
Op 11 april 2019, werd bekend gemaakt dat Antwerps Sportpaleis nv werd overgenomen door Live Nation. De andere onderdelen van Sportpaleis Group vielen buiten de overeenkomst.
Op 29 april 2022 kondigde Sportpaleis Group aan dat ze een rebranding en naamsverandering zouden ondergaan, waardoor het bedrijf vanaf nu be•at heet.

## Zalen en locaties
- Antwerpen: Sportpaleis, Lotto Arena en Stadsschouwburg Antwerpen
- Brussel: Vorst Nationaal
- Gent: Capitole
- Hasselt: Trixxo Arena en Trixxo Theater
- Middelkerke: Proximus Pop-up Arena